# هيوننج
داجان هيوننج (Dajian Huineng) (大鑒惠能؛ بالبينيين: Dàjiàn Huìnéng؛ باليابانية: Daikan Enō؛ وبالكورية:Hyeneung 638-713) كان صيني تشان (زن) رهباني وهو واحد من أهم الشخصيات في التقليد بأكمله، طبقًا لسير القديسين المعياري للزمن. يعتبر هيوننج تقليديًا هو |البطريرك السادس والأخير في النسب (بوذية) لبوذية تشان.

## السيرة الذاتية
يشكك معظم أهل العلم المعاصرين في تاريخية السير الذاتية التقليدية الخاصة والأعمال المكتوبة عن هيوننج. والمصدران الرئيسيان لحياة هيوننج هما مقدمة منصة سوترا (Platform Sutra) وتحول الحمل (Transmission of the Lamp).
ولد هيوننج في عائلة لو (Lu) عام 638 ميلادي. في شينتشو (دولة شينشينغ اليوم) في مقاطعة قوانغدونغ. توفي والده عندما كان صغيرًا وعائلته فقيرة. ولذلك، لم تكن لدى هيوننج أي فرصة لتعلم القراءة أو الكتابة ويقال أنه بقي أُميًا طوال حياته.

## منصة سوترا
تنسب منصة سوترا للبطريرك السادس إلى هيوننج. وبنيت في فترة زمنية طويلة، وتحتوي على طبقات مختلفة من الكتابة. إنها...

### اقتباسات من الكتابات البوذية
تشرح منصة سوترا مجالاً واسعًا من الكتابات البوذية: سوترا الماس، سوترا اللوتس (Saddharma Puṇḍarīka Sūtra)، سوترا فيمالاكيريتي، سوترا شورانجاما، سوترا لانكفاتارا، سوترا-يقظة الإيمان في الماهايانا، وسوترا ماهابارينيرفانا.

### سوترا الماس
طبقًا لمنصة سوترا، في يوم من الأيام، بينما يوصل حطب الموقد لمحل، سمع عميلاً يقرأ من سوترا الماس وجاءته اليقظة. وسأل فورًا عن السوترا، وقرر أن يبحث عن البطريرك الخامس هونجرين في ديره على جبل هوانغ مي. ونُسخ لاحقة من القصة بها العميل يعطيه 10 أو 100 تايل من الفضة ليعول والدته العجوز. وبعد الترحال لثلاثين يومًا على الأقدام، وصل إلى جبل هوانج مي حيث يمكث البطريرك الخامس.

### التقديم إلى هونجرين
يتناول الفصل الأول من نسخة مدفع مينغ من منصة سوترا تقديم هيو-ننج إلى هونجرين كالتالي؛
I replied, "Your disciple is a commoner from Xinzhou of Lingnan. I have travelled far to pay homage to you and seek nothing other than Buddhahood." 

"So you're from Lingnan, and a barbarian! How can you expect to become a Buddha?" asked the Patriarch. 

أصبح هيو-ننج عاملاً في الدير، قائمًا بالواجبات في طاحونة الأرز، قاطعًا الأخشاب وهارسًا الأرز في الدير للأشهر الثمانية اللاحقة.

### خلافة هونجرين
تحتوي منصة سوترا على القصة المعروفة حول المسابقة لخلافة هونجرين. وطبقًا للنص، فاز هيوننج بهذه المسابقة، ولكنه اضطر للهروب من الدير لتجنب غضب أتباع هينغشو. والقصة ليست في حسبان الواقعية، ولكنها مؤلفة في القرن الثامن، غالبًا من المدرسة التي يطلق عليها أوكسهيد.

### تولي منصب البطريرك السادس

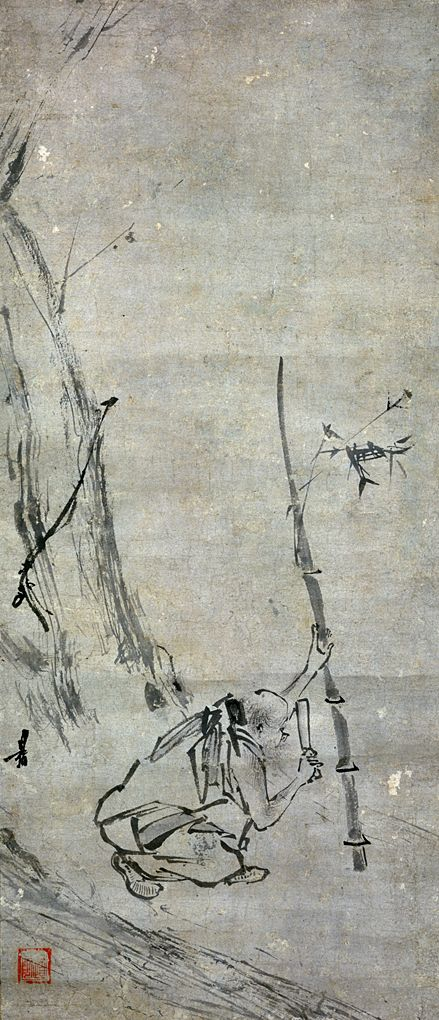
البطريرك السادس يقطع البامبو من قِبل ليانغ كاي

يُخبر الفصل الأول من منصة سوترا القصة الملفقة المعروفة حول التحول الدارمي من هونجرين إلى هيو-ننج. وطلب هونجرين من تلاميذه أن...
وشينغتشو (Shenxiu) فقط هو من قام بكتابة قصيدة غير موقعة على الجدار في منتصف الليل. وقد نصت على:
身是菩提樹،　الجسد هو شجرة بوذية،
心如明鏡臺。　والعقل هو مرآة واقفة مستقيمة.
時時勤拂拭،　لمعها جيدًا في كل الأوقات،
勿使惹塵埃。　ودع الغبار يرتجل.
وبعد أن قرأ هذه القصيدة عاليًا، سأل هيو-ننج من حارس أن يكتب جازا (قصيدة) أخرى على الحائط من أجله، بجوار قصيدة شينغتشو، والتي نصها:
菩提本無樹،　البوذي في الواقع من دون أي شجرة؛
明鏡亦非臺。　المرآة الساطعة هي أيضًا ليست واقفة.
本來無一物،　في الواقع ليس هناك شيء —
何處惹塵埃。　بحيث ينجذب إليه أي غبار؟

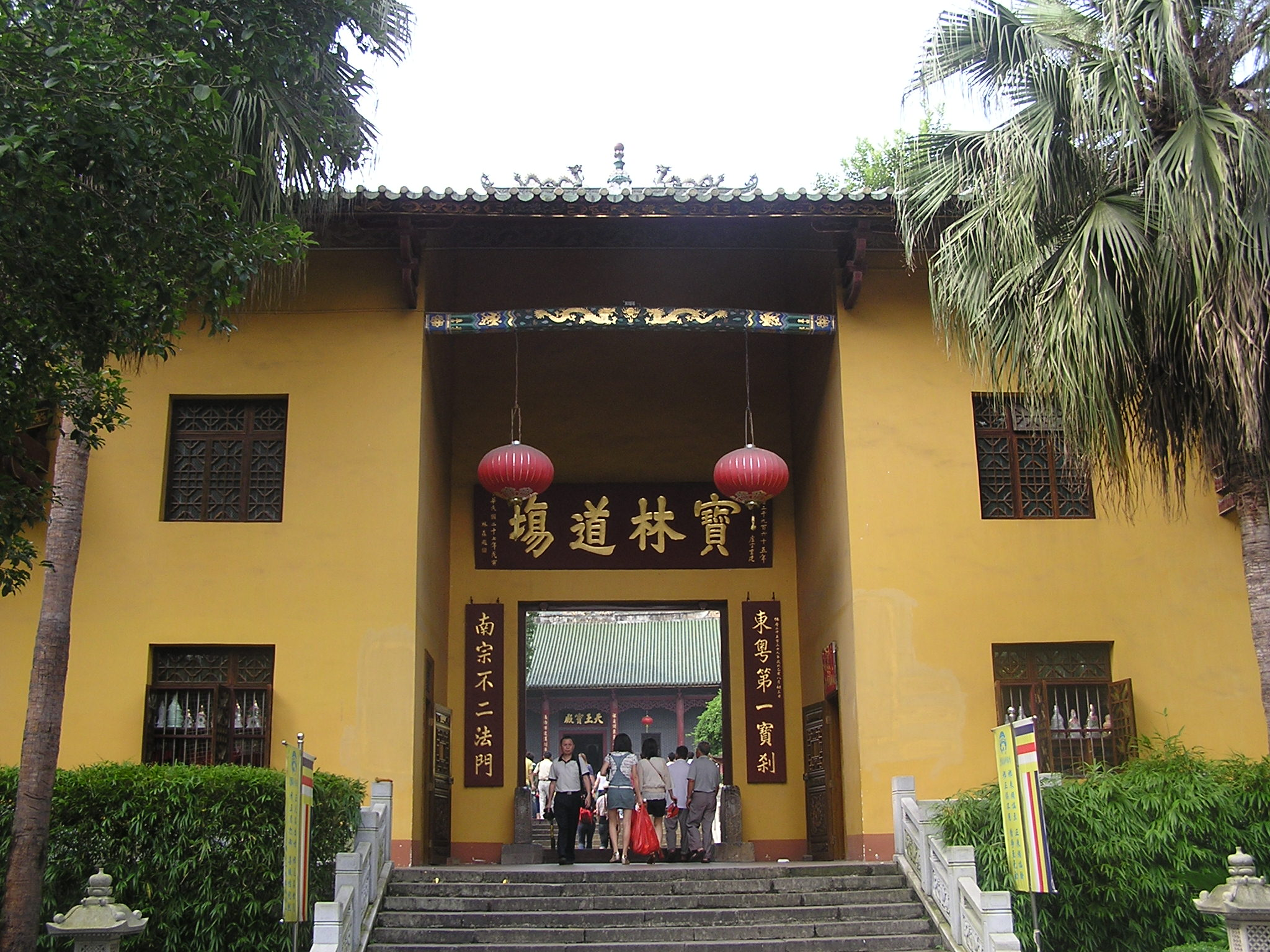
معبد نانهوا، حيث علّم وعاش هيوننج.

قرأ هونجرين المقطع الشعري، وتلقى هيوننج في مسكنه، حيث فصل له سوترا الماس. وعندما وصل إلى عبارة، «أن تستخدم العقل وتكون مع ذلك حر من أي ارتباط،» وصل هيوننج إلى يقظة عظيمة. وقال متعجبًا،
وقام هونجرين بعد ذلك بتسليم الرداء ووعاء التوسل كرمز لختم الدارما الخاصة بالتنور المفاجئ لهيوننج.

### تفسير الكلمات
طبقًا للتفسير التقليدي، المبني على جويفنغ زونجمي (Guifeng Zongmi)، الخليفة من الجيل الخامس لشنوي (Shenhui)، فإن العبارتين تمثلان بالتوالي المقاربة التدريجية والمفاجئة. وطبقًا لماكراي (McRae)، فهذا فهم غير صحيح: 
ولا تفسر عبارة هيوننج وحدها، ولكنها تشكل زوجًا مع عبارة شينغنشو:
ويلاحظ ماكراي تشابهًا في المنطق مع مدرسة أوكسهيد، التي استخدمت هيكلاً ثلاثي الثنيات من «الوسط المطلق، النسبي»، أو «توليف-الأطروحة-نقيض الأطروحة». وطبقًا لماكراي، فإن منصة سوترا هي توليف بعينها في هذا الهيكل ثلاثي الثنيات، مما يعطي توازنًا بين الحاجة إلى التدريب المستمر ونفاذ البصيرة إلى المطلق.

## التعاليم

### التنور المفاجيء
مذهبيًا، المدرسة الجنوبية مرتبطة بتعاليم أن التنور مفاجيء (Subitism)، بينما ترتبط المدرسة الشمالية بتعاليم أن التنور تدريجي. وكانت هذه مبالغة مثيرة للجدل، بما أن المدرستين منشقتان من نفس التقليد، وأن المدرسة المسماة الجنوبية، أدرجت العديد من التعاليم من المدرسة الشمالية المؤثرة أكثر. وفي نهاية الأمر، اندثرت المدرستين، ولكن تأثير شنوي كان قويًا للغاية بحيث أن كل مدارس التشان اللاحقة تتبعت أصولها إلى هيوننج، و«التنور المفاجيء» أصبح مذهبًا معياريًا للتشان.

### اللافكر والتأمل
طبقًا للتقاليد، قام هيو-ننج بتعليم «اللا فكر»، «العقل الصافي غير المتعلق بشيء» الذي «يأتي ويذهب بحرية ويعمل بطلاقة من دون عوائق». والمدارس الشمالية المزعومة تؤكد على التفكر الهادئ تعرضت للنقد من قِبل هيو-ننج:
{{اقتباس|When alive, one keeps sitting without lying down.

When dead, one lies without sitting up.

In both cases, a set of stinking bones!

What has it to do with the great lesson of life?

## الأثر التاريخي
وفقًا لعلم التأريخ المعاصر، كان هيوننج شخصية تاريخية هامشية ومغمورة. 
والعلم الحديث شكك في سير القديسين هذا. ويكشف البحث العلمي التاريخي أن هذه القصة ولدت في منتصف القرن الثامن، بادية في 731 من قِبل شنوي، الخليفة لهيوننج، لكسب التأثير على البلاط الإمبراطوري. وادعى أن هيوننج خليفة هونجرين، بدلاً من خليفته المعروف عاميةً، شينغتشو.: 
{{اقتباس|It was through the propaganda of Shen-hui (684-758) that Hui-neng (d. 710) became the also today still towering figure of sixth patriarch of Ch’an/Zen Buddhism, and accepted as the ancestor or founder of all subsequent Ch’an lineages . . using the life of Confucius as a template for its structure, Shen-hui invented a hagiography for the then highly obscure Hui-neng. At the same time, Shen-hui forged a lineage of patriarchs of Ch’an back to the Buddha using ideas from Indian Buddhism and Chinese ancestor worship.
في 754 تمت دعوة تشين-هيو (Shen-hui) ليتخذ من معبد هو-تسي مسكنًا له في لو-يانغ. وفي 753 طُرد من النعمة، واضطر لمغادرة العاصمة للذهاب إلى المنفى. ومن أكثر خلفاء ذريته شهرة كان جويفنغ زونجمي وفقًا لتسونغ-مي، فإن مقاربة تشن-هيو تم التصديق عليها رسميًا في 796، عندما «قررت لجنة إمبراطورية أن النسب الشمالي لخان (Ch'an) مثل التحول الأورثوذوكسي ووضع تشن-هيو كالبطريرق السابع، واضعًا نقشًا لهذا الأثر في معبد تشن-لنج».

## التحنيط
جسد هيوننج المحنط موضوعًا في معبد نانهوا في مقاطعة شاوجوان (شمالي قوانغدونغ).
وقد رأى جثة هيوننج اليسوعي ماثيو ريتشي (Matteo Ricci) الذي زار معبد نانهوا في 1589. حكى ريتشي للقراء الأوروبين قصة هيوننج (بطريقة مشوهة نوعًا ما)، واصفًا إياه  متناسبًا مثله مثل زاهد مسيحي. ويسميه ريتشي لوسو (Lusu) (بمعني 六祖، «البطريرك السادس»).

## وصلات خارجية
- هيوننج على موقع الموسوعة البريطانية (الإنجليزية)

- Legends in Chan:the Northern/Southern Split, Hui-neng and the Platform Sutra
- Sutra of Hui Neng translated by John R. McRae
- Platform Sutra of Hui Neng translated by C. Humphreys and Wong Mou-Lam
- Hui Neng Page